# 금강야차명왕

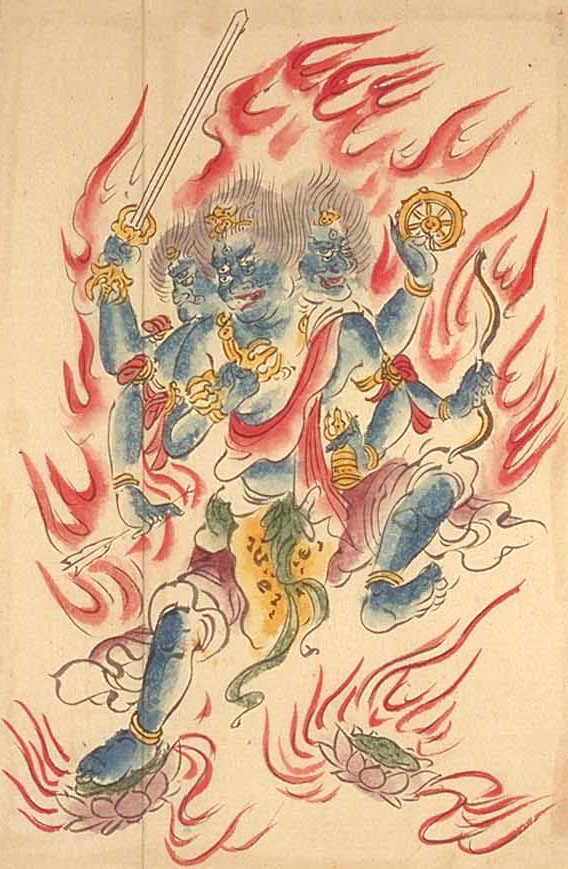
헤이안 시대의 금강야차명왕도

금강야차명왕(일본어: 金剛夜叉明王 콘고우야샤묘우오우[*])는 밀교의 신앙대상인 명왕 중 일존으로서 특히 중요한 명왕들인 오대명왕 중 일존이다. 북방의 수호신이다.
금강야차명왕은 고대 인도 신화의 바즈라약샤(vajrayakṣa)라는 신이 불교에 편입된 것으로서, 바즈라란 금강저라는 무기를 의미한다. 바즈라는 인도에서 벼락을 내리는 신의 무기이며 즉 금강야차명왕은 벼락같이 어떠한 장애도 관통하는 성스러운 힘을 가진 신이라는 뜻이다.
본래 금강야차명왕은 인도 신화에서 사람을 잡아먹는 무서운 악귀(야차)로서 공포의 대상이었지만 나중에 대일여래의 위덕에 의해 선해져서 불교의 수호신 오대명왕의 일각을 차지하는 부처가 되었다.
불교에 귀의한 금강야차명왕은 악인만을 잡아먹게 되었다고 여겨졌으며 적과 악을 잡아먹어 선을 지키는 거룩한 힘의 신이라는 설정이 일반적이다. 그리하여 일본에서는 오랫동안 적을 무찌르는 전쟁 승리를 기원하는 부처로서 널리 무인들에게 신앙되었다.
금강야차명왕은 머리가 세 개, 팔이 여섯 개에 정면의 머리는 눈이 다섯 개인 독특한 모습으로 그려진다. 여섯 개의 손에는 각각 이름의 유래인 금강저, 활, 화살, 장검, 금강령주를 파지하고 있는 모습이 일반적이다.